# یوهان نپوموک هیدلر

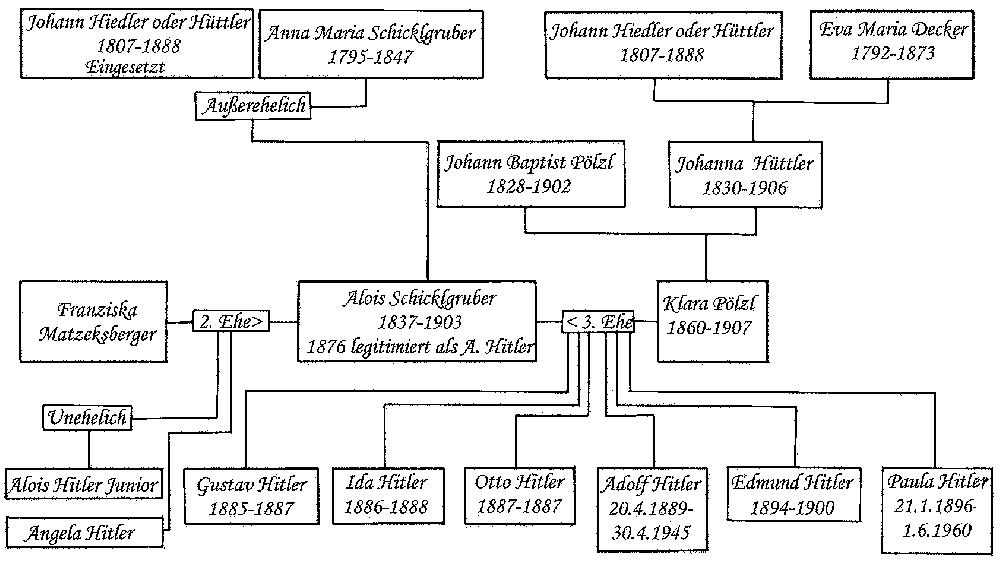

یوهان نپوموک هیدلر، در اصل یوهان نپوموک هوتلر (۱۹ مارس، ۱۸۰۷ – ۱۷ سپتامبر، ۱۸۸۸ جد پدری، عموی بزرگ احتمالی و شاید جد درست پدری آدولف هیتلر است.